# Нижні Таволги
Нижні Та́волги (рос. Нижние Таволги) — присілок у складі Нев'янського міського округу Свердловської області.
Населення — 367 осіб (2010, 447 у 2002).
Національний склад станом на 2002 рік: росіяни — 97 %.